# ريد جوردان أروباتو
كان ريد جوردان أروباتو (15 نوفمبر 1943 – 25 نوفمبر 2021) مؤلفًا وكاتبًا مسرحيًا وشاعرًا ورسامًا أمريكيًا. نشر ما يزيد عن 80 عملًا من مؤلفاته على نفقته الشخصية - كانت في معظمها روايات سيرة ذاتية فيها عناصر من الخيال - فكان أروباتو واحدًا من أكثر الكتاب إنتاجًا في أدبيات الشارع، ومناصرًا للمتحولين جنسيًا وفن الإثارة الجنسية للمثليات.
ولد أروباتو في شيكاغو وترعرع فيها، وانتقل إلى سان فرانسيسكو في مرحلة البلوغ بسبب ثقافته الصديقة لمجتمع الميم، حيث غير جنسه وأصبح رجلًا متحولًا جنسيًا. رفضت معظم دور النشر المستقلة والتابعة لمجتمع الميم نصوصه. وعمل أروباتو في وظائف غريبة لتمويل نشر مؤلفاته، وباع الكتيبات المشغولة يدويًا في حانات المثليات والمكتبات النسوية وفي الشوارع. أمضى معظم حياته في حالة فقر. وظهر أروباتو في أفلام وثائقية مثل قبل ستونوول (1984) ونُشرت كتاباته من حين إلى آخر في كتب المختارات الأدبية مثل بنات إفريقيا (1992).
احتوى نثر أروباتو على موضوعات تحدثت عن المثليات المتشبهات بالرجال، والتحول الجنسي، وحياة الشوارع، والفلسفة، والقضايا الاجتماعية والعدالة الاجتماعية، وكان شعره روحيًا ودينيًا. كان الاستعراض النقدي متباينًا؛ حظيت شخصياته التقدمية وقصصه الواقعية على الثناء، في حين كان النقد موجهًا إلى أسلوب كتابته غير المصقول. خضعت حياة أروباتو وأعماله إلى التدقيق المنهجي في مجالات مختلفة من البحث الاجتماعي، بما في ذلك علم اجتماع الأدب، ودراسات المتحولين جنسيًا، والنظرية النسوية، والهوية، ودراسات السود. كان أروباتو، باعتباره شخصية رائدة في تاريخ أدب الشوارع وتطوره، مصدر إلهام للمؤلفتين آن ألين شوكلي وميشيل تي.

## حياته
ولد ريد جوردان أروباتو في 15 نوفمبر 1943 في شيكاغو. وكان الطفل الوحيد لأب مسيحي هندوراسي مهاجر وأم من أصل أفريقي أمريكي. ونشأ بكونه أنثى. بدأ أروباتو الكتابة عندما كان في سن 13 هربًا من حياة منزلية مضطربة؛ كانت والدته تسيء معاملته. وعندما كان في الخامسة عشرة، قرأ مجلة اللب التي ضمت إشارة موجزة لشخصية مثلية – شعورٌ شهده للمرة الأولى، وبدأ بتعريف نفسه على أنه أنثى مثلية متشبهة بالرجال. أمضى أروباتو بعض الوقت في الشوارع، في أحياء الكوير والحانات الرديئة، وأدمن الكحول في مرحلة المراهقة. انفصل والداه عندما كان في السابعة عشرة وانتقل للعيش مع والده. التحق أروباتو بإحدى الكليات الجامعية لكنه غادرها بعد عام، مشيرًا إلى أنها كانت «شأنًا اجتماعيًا» أكثر من اللازم.
كان اسم أروباتو عند الولادة «سوزان إلسا روباتو». أخذ اسم «جوردان» من الاسم الأخير لجدته بسبب دلالاته الدينية وارتباطه بالتراث الأفريقي الأمريكي. وكان اسم «أروباتو» مستندًا إلى لقب عائلته مع إضافة الحرف «إيه» إلى الصياغة الأصلية. وبعد أن صبغ شعره باللون الأحمر، تصور أن هذا اللون يمثل «اهتمامه بالعاطفة والإثارة الجنسية ككاتب»؛ وهكذا اعتمد اسم «ريد (أحمر)» ليكون اسمه الأول. قرر أروباتو الرحيل عن شيكاغو، مشيرًا إلى سياسات التمييز القمعية على أساس التوجه الجنسي لريتشارد جيه. دالي، عمدة شيكاغو في ذلك الحين. وانتقل إلى نيويورك قبل مغادرتها إلى سان فرانسيسكو في عام 1967 - حيث أمضى بقية حياته - ويعود ذلك عمومًا إلى الثقافة الودية مع مجتمع الميم فيها.
وفي عام 1969، ساعد أروباتو في تأسيس منظمة تحرير النساء المثليات، منظمة مكرسة للنشاط النسوي المثلي. عمل على تدريب أعضائها على الدفاع عن النفس والكاراتيه. واعتنق أروباتو، الذي كان ملحدًا في السابق، المسيحية وانضم إلى كنيسة المتروبوليتان المجتمعية بعد وفاة والده في 1973. وكان يدير كنيسة محلية صغيرة حيث بشر برسالة المسيح. أدى اعتناقه للمسيحية إلى نفور بعض أصدقائه الذين كانوا قلقين بشأن الآثار الاجتماعية والسياسية المترتبة على صعود المسيحية الأصولية في أنحاء البلاد. تعاطى أروباتو المخدرات، حتى تسببت بدخوله المستشفى، وأصبح بعد ذلك نظيفًا منها.
بدأ أروباتو النشر على نفقته الخاصة في سبعينيات القرن العشرين، وكانت عقبات في أنحاء النعيم (1975) روايته الأولى. وعمل في وظائف مختلفة لتمويل مؤلفاته، واكتسب خبرة في العمل مساعدًا في الأعمال المكتبية، وعامل مصنع، ومدرب كاراتيه، ومساعد ممرض، ومحاسب، وطباخ. أمكن لأروباتو كتابة رواية في غضون شهر؛ ومن ثم كان يعمل على طباعة نسخ ضوئية منها وتدبيسها وتجليدها. وبالاعتماد على الكلام المتناقل، باع أروباتو أعماله في الأوساط العشوائية للمثليات، وخص حانات المثليات والمكتبات النسوية والشوارع بالتوزيع المباشر لمؤلفاته.
قبل أن تُنشر قصته القصيرة «سوزي كيو» في مختارات الشاعرة جودي غراهن قصص حقيقية عن مغامرات الحياة، رفض كل ناشر مستقل وتابع لمجتمع الميم نشر أعماله. فسر أروباتو هذا الرفض إلى بروز المحتوى الجنسي في أعماله، والذي زعم أنه غير مقبول نسبيًا حتى بالنسبة للناشرين النسويين ومجتمع الميم في ذلك الوقت. كانت كتاباته تُنشر أحيانًا من خلال مطبوعات مثل أون آور باكس، لكنه ظل في الغالب ينشر أعماله بنفسه طوال حياته. عمومًا، عاش أروباتو سني رشده في فقر وعلى إعانات البطالة.
وفي عام 1984، ظهر أروباتو في فيلم غريتا شيلر قبل ستونوول، حيث ناقش حياته والتحديات التي واجهها قبل أعمال شغب ستونوول عام 1969. توقف عن النشر لمدة 11 عامًا قبل تأليف لوسي وميكي في تسعينيات القرن العشرين. وفي ذلك الوقت تقريبًا، عمل أروباتو على تغيير جنسه، وخضع لعملية جراحية لتغيير الجنس وبدأ في التعريف عن نفسه برجل متحول جنسيًا. كانت مقالة «شعب دون هوية» لأروباتو - عن الاغتراب الاجتماعي الذي يشعر به الأشخاص من أصول مختلطة، بمن فيهم هو نفسه - جزءًا من بنات أفريقيا (1992)، لمحررته مارغريت بوسبي. كتب أروباتو رواية مثلية مثيرة معاد سردها من قصة «الأحذية التي رقصت حد الاهتراء» لكتاب مايكل توماس فورد كان يا ما كان: حكايات خيالية مثيرة للنساء في 1996.
ضمت العديد من المختارات الأدبية مقتطفاتٍ من كتبه، وكان من بينها تعالي معي يا لوسي في كتاب بقلم لي لينش وأكيا وودز، واستقلي يا سيدة استلقي في الإثارة المثلية المثلى لجويل غوميز وتريستان تاورمينو، وقربك/أسى السيدة الطاهرة في مثيرة ومتعبة (1998) لكارين إكس. تالشينسكي. عانى أروباتو من التشرد «لبعض الوقت» حتى انتقل للعيش مع زوجته في أوكلاند. وبعد طلاقهما في 2003، عاد إلى سان فرانسيسكو. لم يجر تداول كتب أروباتو في كندا حتى عام 2004 بسبب قوانين المواد الإباحية الصارمة في الدولة التي تمنع دخول «المواد الفاحشة».
وفي عام 2007، ظهر أروباتو في فيلم مارتن رولينغز فين مرصود: تاريخ شفوي، حيث قدم حكايات شخصية في سياق تاريخ حركة حقوق المتحولين جنسيًا. وبحلول ذلك العام، كان قد نشر 80 رواية ومسرحية ومجموعة من القصص القصيرة والشعر. كان مركز توم واديل الصحي في تندرلوين بسان فرانسيسكو أول عيادة للرعاية الأولية في الولايات المتحدة تقدم خدمات الرعاية الصحية للمتحولين جنسيًا؛ كان أروباتو واحدًا من 12 مريضًا عُرضوا في الفيلم الوثائقي لعام 2012، ثلاثاء المتحولين جنسيًا: عيادة في تندرلوين لمارك فريمان وناثانيال والترز. وقدم أيضًا الفيلم في قمة المتحولين جنسيًا 2012.
حتى عام 2013، كان أروباتو قد رسم 60 لوحة. كان جزءًا من منظمة إف تي إم إنترناشيونال، وعاش مع شريكته دليلة جاسمين، راقصة شرقية، وغالبًا ما كانت ترقص في قراءات كتب أروباتو. وفي عام 2019، أصبح أروباتو أول شخص ينتقل إلى مجتمع مارسي أديلمان وجانيت غيرفيتش في شارع 95 لاغونا، سكن للكبار وصديق لمجتمع الميم تابع لأوبن هاوس وإسكان الرحمة. توفي أروباتو في 25 نوفمبر 2021 في سان فرانسيسكو عن عمر ناهز 78 عامًا؛ أُقيم حفل تأبينه في كاتدرائية غريس في 27 مارس 2022.